# Леонор Фіні
Леонор Фіні (фр. Leonor Fini; 30 серпня 1908, Буенос-Айрес — 18 січня 1996, Париж) — аргентинська художниця.

## Біографія
Леонор Фіні була дочкою Мальвіни Браун Дубіч, що народилася у Трієсті, мати якої мала південнослов'янських, німецьких і венеціанських предків, а батько був з Сараєво. Сім'я батька Фіні походить з Беневенто. Народилася в Буенос-Айресі, її батько тероризував сім'ю, і коли Леонор виповнився рік, мати разом з нею втекла на батьківщину.
Дитинство і юність Леонор провела в Трієсті. У віці 17-ти років вона вперше показала свої роботи в галереї Трієста, в той час Фіні остаточно покинула дім, щоб повністю віддатися мистецтву. Вона відвідувала музеї, вивчала творчість майстрів Ренесансу, маньєризму і романтизм. Виступаючи проти суворої системи в освіті, Фіні ніколи не відвідувала мистецькі навчальні заклади. З 1925 року жила в Мілані, у 1933 році переїхала в Париж. У 1929 році в міланській галереї Барбаруа відбулася її перша персональна виставка. Увійшла в коло сюрреалістів, брала участь у їх Лондонській (1936 рік) і Нью-Йоркській (1938 рік) групових виставках, але не ототожнювала себе з сюрреалістським рухом, завжди і у всьому залишаючись самостійною.

## Творчість
Крім портретів, фантастичного живопису і графіки з сильними еротичними мотивами, Фіні писала прозу, займалася дизайном, книжковою ілюстрацією («Квіти зла» Бодлера, «Аврелія» Нерваля, вірші Едгара По, Книга Монелли Марселя Швоба, романи де Сада, «Історія О» Поліни Реаж, «Собор любові» О. Паніцци), працювала в театрі з Джорджо Стрелером, Хорхе Лавеллі, Джорджем Баланчиним, дружила з Алидою Валлі. Балет «Сон Леонор» за її лібрето, з її декораціями і костюмами на музику Б. Бріттена поставив Фредерік Аштон (1949 рік).
Була художником по костюмах у фільмі Фелліні «Вісім з половиною».
Фіні присвячений документальний фільм бельгійського кінорежисера Кріса Верморкена (1991 рік).

## Особисте життя
Леонор Фіні була відкритою бісексуалкою і жила у тривалих поліаморних стосунках.